# Ailton Canela
Ailton Cesar Junior Alves da Silva, mais conhecido como Ailton Canela, ou simplesmente Canela (Matão, 18 de novembro de 1994 – La Unión, 28 de novembro de 2016), foi um futebolista brasileiro que atuou como atacante. Morreu na tragédia do voo LaMia 2933 da Chapecoense. Costumava dizer que tinha dois sonhosː ser jogador de futebol e ter uma filha, concretizando-os. Porém, estes sonhos foram interrompidos demasiado cedo, deixando uma filha com apenas 3 anos.

## Títulos
Botafogo-SP
- Campeonato Brasileiro - Série D: 2015

Chapecoense
- Copa Sul-Americana: 2016[2]

## Morte
Canela foi uma das vítimas fatais do voo 2933 da LaMia, que levava a equipe da Chapecoense à Medellín, Colômbia, onde iria disputar a final da Copa Sul-Americana de 2016. Além de Canela, morreram jogadores, dirigentes, jornalistas e também tripulantes da aeronave.